# 弗里茨·卡赫勒
弗里茨·卡赫勒（德語：Fritz Kachler，1888年1月12日—1973年5月14日），奥地利男子花样滑冰运动员，主攻单人滑。他曾代表奥地利参加世界花样滑冰锦标赛，获得三枚金牌、三枚银牌和一枚铜牌。